# Podnoszenie ciężarów na Letnich Igrzyskach Paraolimpijskich 2012
Podnoszenie ciężarów na Letnich Igrzyskach Paraolimpijskich 2012 w Londynie rozgrywane było między 30 sierpnia – 5 września, w hali ExCeL.

## Kwalifikacje
Do igrzysk zakwalifikowało się 200 zawodników, w tym 120 mężczyzn i 80 kobiet.

## Medaliści

### Mężczyźni
| Konkurencja          | Złoto           | Srebro              | Brąz                   |
| 48 kg (szczegóły)    | Yakubu Adesokan | Władimir Bałyniec   | Taha Abdelmagid        |
| 52 kg (szczegóły)    | Feng Qi         | Ikechukwu Obichukwu | Władimir Kriwulia      |
| 56 kg (szczegóły)    | Sherif Othman   | Anthony Ulonnam     | Wang Jian              |
| 60 kg (szczegóły)    | Nader Moradi    | Ifeanyi Nnajiofor   | Yang Quanxi            |
| 67,5 kg (szczegóły)  | Liu Lei         | Roohallah Rostami   | Shaaban Ibrahim        |
| 75 kg (szczegóły)    | Ali Hosseini    | Mohamed Elelfat     | Hu Peng                |
| 82,5 kg (szczegóły)  | Majid Farzin    | Gu Xiaofei          | Metwaly Mathana        |
| 90 kg (szczegóły)    | Hany Abdelhady  | Cai Huichao         | Pavlos Mamalos         |
| 100 kg (szczegóły)   | Mohamed Eldib   | Qi Dong             | Ali Sadeghzadehsalmani |
| + 100 kg (szczegóły) | Siamand Rahman  | Faris Al-Ajeeli     | Chun Keun-bae          |

### Kobiety
| Konkurencja           | Złoto            | Srebro                 | Brąz             |
| 40 kg (szczegóły)     | Nazmiye Muslu    | Zhe Cui                | Zoe Newson       |
| 44 kg (szczegóły)     | Ivory Nwokorie   | Çiğdem Dede            | Lidija Sołowjowa |
| 48 kg (szczegóły)     | Esther Oyema     | Olesia Łafina          | Shi Shanshan     |
| 52 kg (szczegóły)     | Joy Onaolapo     | Tamara Podpałna        | Xiao Cuijuan     |
| 56 kg (szczegóły)     | Fatma Omar       | Lucy Ejike             | Özlem Becerikli  |
| 60 kg (szczegóły)     | Amalia Pérez     | Yang Yan               | Amal Mahmoud     |
| 67,5 kg (szczegóły)   | Souhad Ghazouani | Tan Yujiao             | Victoria Nneji   |
| 75 kg (szczegóły)     | Fu Taoying       | Folashade Oluwafemiayo | Lin Tzu-hui      |
| 82,5 kg (szczegóły)   | Loveline Obiji   | Randa Mahmoud          | Xu Yanmei        |
| + 82,5 kg (szczegóły) | Grace Anozie     | Heba Ahmed             | Perla Bárcenas   |

## Tabela medalowa
| Miejsce | Państwo          | Złoto | Srebro | Brąz | Razem |
| ------- | ---------------- | ----- | ------ | ---- | ----- |
| 1.      | Nigeria          | 6     | 5      | 1    | 12    |
| 2.      | Egipt            | 4     | 3      | 4    | 11    |
| 3.      | Iran             | 4     | 1      | 1    | 6     |
| 4.      | Chiny            | 3     | 6      | 6    | 15    |
| 5.      | Turcja           | 1     | 1      | 1    | 3     |
| 6.      | Meksyk           | 1     | 0      | 1    | 2     |
| 7.      | Francja          | 1     | 0      | 0    | 1     |
| 8.      | Rosja            | 0     | 3      | 1    | 4     |
| 9.      | Irak             | 0     | 1      | 0    | 1     |
| 10.     | Grecja           | 0     | 0      | 1    | 1     |
| 10.     | Korea Południowa | 0     | 0      | 1    | 1     |
| 10.     | Chińskie Tajpej  | 0     | 0      | 1    | 1     |
| 10.     | Ukraina          | 0     | 0      | 1    | 1     |
| 10.     | Wielka Brytania  | 0     | 0      | 1    | 1     |